# Cocamilla
Cocamilla (Kokamilla), pleme Tupí Indijanaca srodno Cocamima, naseljeno u području rijeke Huallaga u sjevernom Peruu. Prema Donald Ward Lathrapu nastali su u 14. stoljeću cijepanjem od Omagua nakon čega su se formirala dnašnje plemena Cocama, Cocamilla i Omagua. Cocamille su kulturno srodni Cocama Indijancima, a razlikuju se po dijalektu.